# Coua coquereli
El cúa de Coquerel (Coua coquereli) es una especie de ave cuculiforme de la familia de los cucúlidos (Cuculidae) endémica de Madagascar.

## Distribución y hábitat
Se extenende por los bosques de las zonas bajas del oeste de la isla de Madagascar.